# Diversidad sexual en Guatemala
Las personas de la diversidad sexual y de género en Guatemala se enfrentan a ciertos desafíos legales y sociales no experimentados por otros residentes. Las relaciones sexuales consensuales entre personas del mismo sexo fueron despenalizadas en 1834, sin embargo, la diversidad sexual aun es un tema tabú en la sociedad guatemalteca, la cual es mayormente conservadora, por lo tanto, aun persiste la violencia, la discriminación y la persecución de las personas LGBTI+ en el país. A pesar de ello, poco a poco la visibilidad de este colectivo comienza a ser más notable en los medios de comunicación, en la política y en la sociedad en general, un ejemplo de ello son los casos de Sandra Morán y Aldo Dávila, primeros diputados abiertamente homosexuales en llegar al congreso guatemalteco.

## Legislación y derechos de la diversidad sexual y de género

### Despenalización de la homosexualidad
En el primer Código Penal de Guatemala (promulgado entre 1831 - 1834) se derogaron todas las leyes coloniales que castigaban la homosexualidad, estas leyes podrían haber perdido su efecto en el territorio nacional antes de 1834, sin embargo, dado que las fechas en los registros históricos varían, se cree que en el año de 1834 la homosexualidad se despenalizó definitivamente en el territorio guatemalteco. La edad de consentimiento sexual en Guatemala es de 14 años, sin importar la orientación sexual.

### Reconocimiento de las parejas del mismo sexo
No existe ningún tipo de reconocimiento hacia las parejas conformadas por personas del mismo sexo en forma de matrimonio o de unión civil en Guatemala, por ende, el Estado guatemalteco no reconoce a la familia homoparental. En Guatemala no está prohibido constitucionalmente las uniones civiles o el matrimonio entre personas del mismo sexo; sin embargo, es poco probable que se apruebe un proyecto de ley en los próximos años que pueda permitir que las parejas del mismo sexo tengan el mismo derecho que las parejas heterosexuales a acceder a las uniones civiles o al matrimonio.
En abril de 2017 se presentó ante el Congreso de la República la Iniciativa de Ley Para la Protección de la Vida y la Familia (Iniciativa No. 5272), la cual además de endurecer las penas para los delitos de aborto, proponía reformar el Código Civil para prohibir expresamente el matrimonio entre parejas del mismo sexo y definir el matrimonio como la unión entre un hombre y una mujer "así nacidos" para excluir a personas trans de su definición. El 8 de marzo de 2022, el Congreso aprobó el decreto 18-2022 (basado en la iniciativa de ley 5272), en la que se prohibía el matrimonio entre personas del mismo sexo, y a su vez penalizaba con 5 años de cárcel el aborto. Dada la oposición generada por el presidente Alejandro Giammattei a promulgar dicha ley, anunciando que lo vetaría al considerar que violaba la Constitución y convenios internacionales suscritos por Guatemala, el proyecto fue finalmente archivado y descartado por el Congreso el 15 de marzo.

### Leyes y medidas antidiscriminación
No existen disposiciones legales en términos amplios que prohíban la discriminación por motivos de orientación sexual o identidad y expresión de género en áreas como en el acceso al empleo, la educación, los servicios de salud, el acceso a la justicia, la vivienda o el acceso a lugares y/o establecimientos tanto públicos o privados, entre otros. Sin embargo, existe protección legal que protege a todos los servidores públicos, contratistas u otras personas vinculadas al Organismo Ejecutivo. El 19 de abril de 2024 se emitió el Código de Ética del Organismo Ejecutivo, (Acuerdo Gubernativo Número 62-2024), el cual prohíbe la discriminación por motivos de orientación sexual e identidad de género en el sector público. Establece que es aplicable a todos los servidores públicos, contratistas u otras personas vinculadas al Organismo Ejecutivo. Por otra parte, el Código de Ética y Probidad del Registro Nacional de las Personas de 2021, prohíbe la discriminación motivada por la identidad de género.
Anteriormente, el artículo 10 del Código de la Infancia y la Adolescencia (1996) prohibía la discriminación de los menores por su orientación sexual. Sin embargo, el Código fue sustituido por la Ley de Protección Integral de la Niñez y Adolescencia (2003), que eliminó dicha protección.

### Identidad y expresión de género
En Guatemala no se permite legalmente cambiar el indicador de sexo en los documento de identidad. Sin embargo, toda persona puede presentar una solicitud de cambio de nombre ante un Notario del Registro Civil en virtud de los artículos 18 a 20 de la Ley Reguladora de Asuntos de Jurisdicción Voluntaria (Decreto n.º 54/1977). Una vez formulada la solicitud, se publica en el boletín oficial. Terceras personas pueden oponerse a la solicitud si se ven afectadas negativamente por el cambio. Si no hay oposición, el registro civil procederá a modificar el acta de nacimiento. Si hay oposición, un tribunal determinará si el nombre del peticionario será cambiado o no. En febrero de 2018, 55 personas trans lograron cambiar la foto y el nombre en su documento de identidad.
En 2017 el Registro Nacional de las Personas (RENAP) adoptó el Protocolo para la atención a Usuarios (2017), con un acápite específico a la atención a personas LGBTI, que establece que las personas trans deber ser tratadas de acuerdo a su identidad de género, sin importar el nombre y sexo registral (Regla 7.4).

#### Propuestas Ley de Identidad de género
En Guatemala, organizaciones trans han tratado de impulsar desde 2011 la aprobación de una Ley de Identidad de Género, aunque no han encontrado respaldo por parte de los diputados en el congreso para aprobar dicho proyecto. El único apoyo que ha recibido ha sido por parte del procurador de Derechos los Humanos, la Organización Panamericana de la Salud (OPS) y el Programa Conjunto de las Naciones Unidas sobre el VIH/SIDA (ONU SIDA).
A finales de 2017, diversas organizaciones LGBTI+ junto a la diputada Sandra Morán Reyes (activista por los DDHH), presentaron ante el congreso guatemalteco una iniciativa de ley de Identidad de Género. La propuesta permitiría que las personas trans puedan solicitar la rectificación de la partida de nacimiento, mediante un trámite administrativo ante el Registro Nacional de las Personas (RENAP) y reconocer el derecho de todas las personas a ser reconocidas de acuerdo con su identidad de género. En agosto de 2018, la Comisión de la Mujer dictaminó desfavorablemente la iniciativa de ley de identidad de género. Los diputados de ese momento aseguraron que la propuesta tenía algunas contradicciones con la legislación guatemalteca, por lo que determinaron que se debe de redactar una nueva iniciativa.

### Leyes sobre crímenes de odio e incitación al odio
En 2017, la diputada Sandra Morán presentó una iniciativa de ley ante el congreso guatemalteco, llamada: Ley para sancionar los crímenes por prejuicio. Esta iniciativa pretendía reformar algunos artículos del código penal, artículos los cuales hablan sobre delitos de odio y discriminación, la reforma pretendía agregar como categorías protegidas la orientación sexual y la identidad y expresión de género, sin embargo, la iniciativa de ley fue rechazada. En la actualidad, el código penal guatemalteco no criminaliza de ninguna forma las amenazas, los crímenes de odio o la incitación al odio si estos fuesen motivados por la orientación sexual o la identidad y expresión de género, de igual forma, tampoco se criminaliza el discurso de odio.

### Donación de sangre
Las Normas Técnicas de Medicina Transfusional y Bancos de Sangre del Ministerio de Salud Publica, emitida en 2007, establece que "tener o haber tenido relaciones homosexuales" es un motivo de diferimiento permanente para la donación de sangre. Las prohibiciones se encuentran establecidas en la sección 2.2.3(e) sobre "Condiciones de aceptación del donador" y la pregunta 28 del "Fomulario de entrevista al donador" (Anexo 2) de la Norma.

### Servicio militar
Las personas LGBT no pueden servir abiertamente en las Fuerzas Armadas de Guatemala. El Reglamento de Juntas de Honor del Ejército de Guatemala (Acuerdo Gubernativo 602-98) establece en su artículo 5(l) que "Las tendencias, actos o actitudes homosexuales, afeminadas o lésbicas" son una de las causales de sanciones que las Juntas de Honor del Ejército podrán imponer por ofensas contra el honor, la moral, la ética y el decoro de los militares.

### Leyes y medidas restrictivas

#### Restricciones a la libertad de expresión
En junio de 2024, después de que un abogado interpusiera una acción de amparo solicitando la suspensión del Desfile del Orgullo de Ciudad de Guatemala por un supuesto riesgo de vulneración de los derechos de los niños, la Corte de Constitucionalidad declaró que el Desfile podía celebrarse, pero instó a las autoridades a "proteger los valores espirituales y las buenas costumbres de la sociedad, en particular de los niños y adolescentes" y a velar por que "los niños no estén expuestos a ninguna información o material incompatible con su edad y a prohibir toda situación que los coloque en estado de vulnerabilidad en cuanto a sus derechos a la unidad y estabilidad familiar, así como su integridad física, espiritual y moral". Los organizadores señalaron que la decisión buscaba promover la autocensura durante la celebración del Orgullo, además de ser estigmatizante.

#### Restricciones a la libertad de asociación
En febrero de 2020, el Congreso de Guatemala aprobó una iniciativa de ley para reformar la Ley de organizaciones no gubernamentales (2003) cuyo Artículo 15 permite al gobierno clausurar ONGs y presentar cargos penales contra sus directores por utilizar donaciones o financiación externa con el fin de "alterar el orden público". El acto de aprobación de la ley fue suspendido en marzo de 2020 por la Corte Constitucional a raíz de múltiples acciones de amparo presentadas por ONGs de la sociedad civil. A pesar de ello, la Corte en su sentencia definitiva en 2021, revocó la suspensión y permitió la entrada en vigor de la Ley.

#### Iniciativas legislativas contra la población LGBTIQ+
Por medio del Congreso de la República de Guatemala se han presentado múltiples reformas e iniciativas de ley con medidas restrictivas dirigidas directamente contra la población LGBTIQ+, con un énfasis particular en las personas transgénero. Estas propuestas han buscado limitar el reconocimiento de derechos, restringir el acceso a ciertos servicios y reforzar normativas que dificultan el libre desarrollo de la personalidad, la identidad de género y la libre expresión de género. Entre ellas se encuentran:
- Iniciativa 5272 "Ley para la Protección de la Vida y la Familia."[8]
- Iniciativa 5940 "Ley para garantizar la Protección Integral de la Niñez y Adolescencia contra los Trastornos de la Identidad de Género."[33]
- Iniciativa 6453 "Ley de Educación Sexual para la Protección de la Niñez y Adolescencia en Guatemala."[34]
- Iniciativa 6473 "Ley para la Conservación Integral de la Sociedad."[35]
- Iniciativa 6475 "Aprobar reformas al Código Penal, decreto 17-73 del Congreso de la República."[36]
- Iniciativa 6502 "Ley de Protección del Menor y sus Relaciones Paterno-Filiales."[37]

## Condiciones sociales

### Violencia contra la comunidad LGBTI+

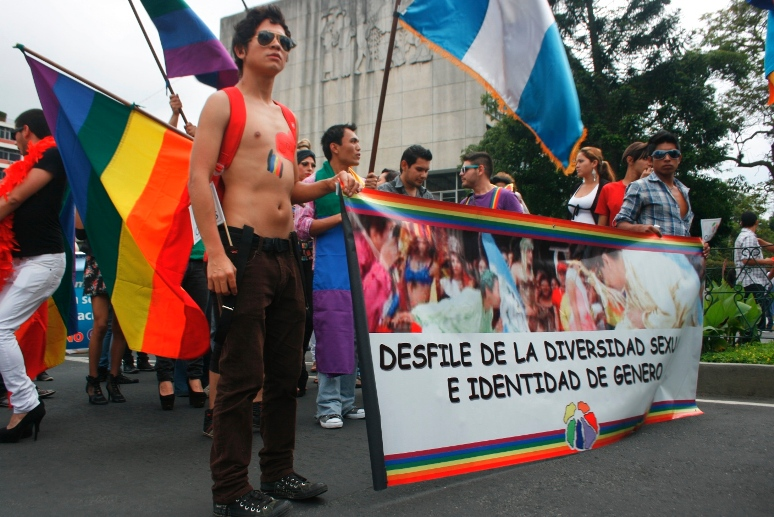
Desfile de la Diversidad Sexual e Identidad de Género de Guatemala en 2012.

Los crímenes de odio motivados por la orientación sexual o la identidad de género siguen siendo tolerados por el Estado a pesar de numerosos informes nacionales e internacionales que alertan sobre esta problemática. Las organizaciones LGBTI+ de Guatemala denuncian que es preocupante la violencia hacia las personas transgénero, ya que entre 2001 y 2006 fueron asesinadas 17 personas transexuales. La falta de derechos civiles y políticos así como de protecciones contra los crímenes de odio, contribuye a que la violencia y discriminación contra las personas LGBTI+ continué siendo una realidad en Guatemala.

### Transexualidad
El Estado sigue criminalizando a los hombres y mujeres transexuales, pesé a que pueden salir con atuendos acordes a su género en la foto del documento de identidad, el cambio de sexo registral no está permitido, de modo que son negadas de varios derechos individuales tales como: "el empleo, la educación, la salud, y la seguridad".
A pesar de que Guatemala es un firmante de la Declaración sobre orientación sexual e identidad de género de las Naciones Unidas y ha apoyado diversas resoluciones de la Organización de los Estados Americanos sobre Derechos Humanos, orientación sexual e identidad y expresión de género, la discriminación social e institucional sigue siendo muy frecuente en el país.
La mayor parte de la población es miembro de alguna iglesia cristiana, instituciones que tradicionalmente han mantenido una actitud conservadora acerca de la diversidad sexual, condenando la homosexualidad, el travestismo o la transexualidad por la creencia de que son conductas inmorales.
Estas actitudes conservadoras también se han reflejado en la línea ideológica de los principales partidos de la nación. Los partidos de derecha se han mostrado en contra de la igualdad de derechos de las personas LGBTI+, mientras que los partidos más progresistas generalmente han ignorado estos temas. Por otra parte, durante las elecciones generales de 2015 fue elegida diputada Sandra Morán, convirtiéndose en la primera congresista y política en un cargo de elección popular abiertamente homosexual en la historia guatemalteca.
A pesar de estos desafíos el colectivo LGBTI+ se ha vuelto más visible desde la década de 1990, y los esfuerzos del país hacia la democratización, la paz y los derechos humanos han servido para beneficiar a las personas LGBTI+. En 2014, la Procuraduría de los Derechos Humanos guatemalteca creó la Defensoría de la Diversidad Sexual para proteger a la comunidad LGBTI+ y promover su integración social.

### Terapias de conversión sexual
Los Esfuerzos para Corregir la Orientación Sexual e Identidad de Género (también conocidas como 'ECOSIG') es el nombre con el que se conoce a una serie de métodos pseudocientíficos que tienen como objetivo cambiar o alterar la orientación sexual o la identidad de género de personas LGBT (lesbianas, gays, bisexuales y transexuales). A pesar de que la Organización Mundial de la Salud eliminó en 1990 a la homosexualidad de la lista de enfermedades mentales y a la transexualidad en 2018, hoy en día aun existen diversas organizaciones religiosas las cuales siguen impartiendo este tipo de "terapias" en todo el mundo.
No hay estudios científicos metodológicamente válidos que demuestren que la terapia de conversión en cualquier forma sea efectiva. La evidencia internacional ha concluido que no hay pruebas sólidas de que las personas puedan reducir las atracciones hacia el mismo sexo o aumentar las atracciones hacia otros sexos a través los esfuerzos de cambio de orientación sexual. Por el contrario, las investigaciones que han estudiado a personas que se han sometido a estas prácticas, describen graves efectos en su salud mental tales como episodios de severa ansiedad, síndromes depresivos, aislamiento social, disfunción sexual y pensamientos suicidas. Las víctimas de las terapias de conversión también suelen ser sometidas a los dogmas de consejeros espirituales y a programas para curarse de su 'condición'. Estos programas pueden incluir calumnias homófobas, palizas, encadenamientos, privación de alimento e incluso exorcismos. En la actualidad, los ECOSIG no son criminalizados en Guatemala, ni en ningún otro país de la región Centroamericana.

## Asociaciones, organizaciones y redes LGBTI+

### Asociaciones
Odiscea / Asociación lésbica
Organización creada en 2011 para el reconocimiento y la visibilidad de la comunidad lésbica de Guatemala. Realizan festivales artísticos denominados “Somos Guerreras” (que incluyen batallas de mujeres hip-hoperas y raperas), partidos de fútbol, fiestas lésbicas y “Caminatas de la visibilidad lésbica” por la ciudad de Guatemala (con beso lésbico al final). Como parte de su activismo a favor de la visibilidad lésbica y el matrimonio igualitario, en 2016 “casaron” a varias parejas de lesbianas. Forman parte de la Red Nacional de la Diversidad Sexual y VIH de Guatemala (REDNADS).
Somos / Asociación LGBTIQ+
Trabajan en el fortalecimiento del sistema comunitario de las personas LGBTI+ en 5 municipios. Hacen incidencia local elaborando agendas reivindicativas LGBTI+ para que sean adoptadas por las Mesas Interinstitucionales donde se toman las decisiones en los municipios. Tienen un Centro comunitario “libre de estigma y discriminación” donde acogen a otros colectivos LGBTI+ que no disponen de local ni de recursos. Cuentan con una clínica amigable en la zona 2 en Ciudad de Guatemala, un espacio dedicado a ofrecer servicios de salud confidenciales y gratuitos, como son pruebas de VIH, Sífilis, Hepatitis B y C, entre otros, en un entorno libre de estigma y discriminación para la comunidad LGBTI+. Además, esta asociación junto con Odiscea, organizaron la 1ª Caminata contra la Homofobia en Ciudad Guatemala. Lidera la Federación de Organizaciones LGBTI+, una red de diversos colectivos que no cuentan con personería jurídica, los cuales trabajan a nivel de base en barrios y municipios.
AMTA / Asociación de mujeres trans
La Asociación de Mujeres Trans en Acción, AMTA, nació como un colectivo emergente del movimiento de mujeres trans en el año 2017 agrupando a mujeres trans que han participado en actividades de promoción y defensa de derechos humanos. En el año 2019 AMTA se inscribe legalmente como una Asociación Civil en el Registro de Personas Jurídicas de Guatemala con el objeto de velar por la protección y promoción de los derechos humanos de sus asociadas que son mujeres trans y personas de la diversidad sexual, para minimizar la discriminación basada en la identidad de género u orientación sexual con la consecución del bienestar y el desarrollo de sus asociadas. Actualmente, AMTA desarrolla acciones de promoción y defensa de derechos humanos por medio de la puesta en práctica de estrategias enfocadas en visibilizar las necesidades y problemáticas de las mujeres trans.
AESDI / Asociación de Estudiantes LGBTIQ+
La Asociación de Estudiantes Sancarlistas de la Diversidad, AESDI, es una organización estudiantil de la Universidad de San Carlos de Guatemala (USAC) que busca representar y proteger a los estudiantes miembros de la comunidad LGBTIQ+ dentro de la universidad. Fue fundada en 2017 con el objetivo de abordar la falta de representación y apoyo a los estudiantes LGBTIQ+.
LAMBDA / Asociación LGBTIQ+
Esta ONG fue creada en 2010, con el objetivo de promover la participación ciudadana de las personas de la diversidad sexual en la sociedad guatemalteca, apegados al ejercicio de los derechos humanos. Realizan acciones de incidencia, tales como el proyecto de incidencia municipal, “Municipios amigables con la población LGBTI+”, en 3 Departamentos del país. Participaron en el proyecto “Centroamérica Diferente” financiado por la Unión Europea. Esta organización, junto con la REDNADS, desarrollaron el congreso de la Asociación Internacional de Gais, Lesbianas, Bisexuales, Trans e Intersexuales (ILGA), en noviembre de 2017 en Guatemala. Pusieron en marcha el “Observatorio de Derechos Humanos e inclusión social de personas LGBTI+”, único en su tipo en el país, sin embargo, no cuentan con los recursos para sostenerlo. Esta organización registra trimestralmente los crímenes de odio ocurridos en 3 Departamentos fronterizos. Asociación Lambda trabaja para mejorar los medios de subsistencia de las personas LGBTI+ brindando asistencia técnica a grupos comunitarios en habilidades de gestión, gobernanza, liderazgo y emprendimiento. Las actividades de Lambda fortalecen las organizaciones comunitarias a través de la educación y la capacitación, así como construyendo redes de acción y aprendizaje entre pares.

### Colectivos
Trans-Formación / Colectivo de hombres trans
Colectivo creado en 2014, es el primer colectivo de hombres trans que se forma en Centroamérica. Enfatizan la necesidad de formarse y transformarse para construir nuevas maneras de ser hombres, nuevas masculinidades. Sensibilizan a la población guatemalteca sobre trans-masculinidades y, en alianza con otras organizaciones e instituciones estatales, construyen una política LGBTI+ “que no deje a nadie fuera”. Forman parte de la Red Nacional de la Diversidad Sexual y VIH de Guatemala (REDNADS) y de la Red Centroamericana de Hombres Trans (RECATH) creada en 2015.

### Organizaciones
OTRANS - Reinas de la Noche / Organización de mujeres trans
Es una organización pioneras en el trabajo para las mujeres Trans, LGBTIQ+ y otras poblaciones residentes en Guatemala. Fundada en 2004, es un movimiento social caracterizado por su autonomía, la identidad de género y el Transfeminismo. Trabajan en diferentes niveles de acción, es por ello que forman parte de otras redes, tanto a nivel nacional como regional. A nivel nacional forman parte de la Red Nacional de Personas Trans, (Red Trans Guatemala). A nivel regional forman parte de la Red Latinoamericana y del Caribe de Personas Trans, (REDLACTRANS). Además, en la Asamblea de la Organización de Estados Americanos, forman parte de la Coalición LGBTTTI de las Américas.
OASIS / Organización de Apoyo a una Sexualidad Integral frente al Sida
Creada en 1993 para trabajar en la prevención del VIH, en 1999 se convirtió en una organización defensora de derechos humanos, que además de realizar proyectos de salud integral y VIH/SIDA, genera visibilidad y opinión pública a favor de los derechos de la colectividad LGBTI+, promueve la cultura de paz y realiza incidencia política y social. En los últimos años OASIS ha reducido sus servicios sociales y se dedica a la defensa de los derechos humanos de las comunidades LGBTI+, denuncia crímenes de odio, agresiones y abusos contra ellas, brinda formación y fortalecimiento a organizaciones de base comunitaria locales y regionales, realiza diversas formas de incidencia pública y oficia ceremonias de unión de parejas del mismo sexo (aunque estas no son reconocidas oficialmente). En 1997, María Conchita, socia de OASIS, fue ejecutada extrajudicialmente a pocos pasos de la sede. En 2005 fue asesinada por la policía Paulina Marrot, miembra de OTRANS y trabajadora de OASIS. Jorge López Sologaistoa fue secuestrado en 2003, ha sido objeto de diversos atentados y persecuciones, y tiene medidas cautelares de protección dictadas por la CIDH desde 2003.
UDEFEGUA / Unidad de Protección a Defensoras y Defensores de Derechos Humanos Guatemala
Organización que desde el año 2000 proporciona servicios a personas defensoras de derechos humanos en Guatemala y otros países de la región: orienta, investiga, denuncia, protege y monitorea los ataques contra estas defensoras/es, les forma y fortalece en la gestión y autogestión de su seguridad, les acompaña en sus procesos de incidencia, solicita medidas cautelares, etc. Produce un informe anual con los datos sobre las principales problemáticas que aquejan al sector de defensores y defensoras, para que puedan propiciarse las acciones de protección pertinentes.

### Redes
Federación de Organizaciones LGBTI+ de Guatemala
Red integrada por la Asociación SOMOS, Colectivo de Mujeres en Tacones, Asociación Gente Feliz Diversa, FOGATA, ODASA y otras organizaciones comunitarias de base LGBTI+, de reciente formación. Han recibido capacitaciones de la ONG STOP SIDA de Barcelona, para la construcción de una estructura de voluntariado comprometido con la causa LGBTI+. Se manifiestan críticos hacia las grandes organizaciones LGBTI+ que concentran los recursos del Fondo Mundial y de la cooperación. En sus propias palabras, “quieren dejar de ser usuarios de los proyectos de otras organizaciones, incluso de aquellas gestionadas por heterosexuales, y pasar a ser sujetos de sus propios proyectos, para fortalecerse personal y colectivamente. Su deseo es fortalecer a la comunidad LGBTI+, más que hacer manuales preciosos que las bases no conocen y las instituciones no aplican”.
REDMMUTRANS / Red Multicultural de Mujeres Trans
Grupo de mujeres transexuales, trabajadoras sexuales y con distintos oficios y experiencias organizativas, creado en 2011 para promover los derechos humanos y empoderar a mujeres trans mayas, garífunas, xinkas y mestizas en 7 departamentos del país, desde un enfoque multicultural, intercultural y descentralizado. Realizan procesos relacionados con la atención y prevención del VIH, la denuncia como medio de visibilización colectiva y la generación de acciones políticas a través del desarrollo de alianzas. Participan en ILGA-LAC y en la Iniciativa Mesoamericana de Defensores de Derechos Humanos a través de UDEFEGUA. Pusieron 5 observadoras en las elecciones de 2015 y por primera vez en Guatemala, impulsaron públicamente la participación de las mujeres trans “para ejercer el derecho al voto sin estigma, discriminación ni transfobia”. Dice Galilea Bracho: “Nuestra población meta son las mujeres trans porque somos las más vulnerables, por el alto índice de VIH que existe en nuestra comunidad (23,5% en la ciudad capital) y porque no tenemos acceso a la salud integral, a la educación y mucho menos a un trabajo digno. El 90% de las mujeres trans tenemos que ejercer el trabajo sexual en Guatemala por nuestra identidad de género”.
REDNADS / Red Nacional de la Diversidad Sexual y VIH de Guatemala
Es una red de organizaciones LGBTI+ creada en 2006 que realiza acciones tendientes a fortalecer el ejercicio ciudadano y la participación social, cultural y política de las comunidades de gais, lesbianas, bisexuales, trans e intersex (LGBTI+) en el país. Ha impulsado la 1ª Campaña Nacional contra la Homofobia (2014) y el VIº Congreso de Derechos Humanos de la población LGBTI+ (2015). También ha sido peticionaria en dos ocasiones ante la CIDH, visibilizando los contextos de las comunidades LGBTI+. Está integrada actualmente por la Asociación Lambda, Colectivo Hombres Trans-formación, Asociación Gente Positiva, ODISCEA, Asociación Liberal Integrada-ALI (Izabal), Casa de Colores (Retalhuleu), Fundación Marco Antonio y Vidas paralelas (Quetzaltenango). Sus líneas estratégicas incluyen:
- Incidencia y monitoreo estratégico de la respuesta nacional al VIH.
- Escuela de formación política para liderazgos emergentes LGBTI+.
- Estrategia de fortalecimiento institucional a colectivos emergentes LGBTI+.
- Construcción de la Política Pública Integral para comunidades LGBTI+ (con la Comisión Presidencial coordinadora de la Política del Ejecutivo en materia de Derechos Humanos – COPREDEH).
- Construcción y posicionamiento de la agenda legislativa LGBTI+.
- Fortalecimiento de la Dirección General del Sistema Penitenciario para proteger a las personas LGBTI+ privadas de libertad.
- Fortalecimiento del Ministerio Público y el Organismo Judicial para cerrar brechas de acceso a la justicia para personas LGBTI+.

REDNADS promueve procesos de fortalecimiento comunitario, institucional y técnico, y representa a sus socias y comunidades LGBTI+ en:
- Mesa intersectorial estado/comunidades LGBTI+.
- Red Legal de Derechos Humanos y VIH.
- Comité para el desarrollo de la política integral de reforma al sistema penitenciario.
- Comité para la construcción de la Política Criminal Democrática del Ministerio Público.
- Diálogo Nacional

REDCAHT+ / Red de Colectivos Americanos de Hombres Trans
La Red de Colectivos Americanos de Hombres Trans+ (REDCAHT+) aglutina a 11 colectivos y organizaciones de hombres trans de México, Guatemala, El Salvador, Honduras, Nicaragua, Costa Rica, Panamá, República Dominicana, Perú, Uruguay y Cuba. Los colectivos y organizaciones que conforman esta red buscan entenderse entre sí y actuar como uno solo en la región frente a los problemas de discriminación e invisibilización que enfrentan los hombres trans y las personas disidentes del género femenino asignado al nacer. Esta red busca fortalecer y agrupar a los colectivos centroamericanos y de otras regiones americanas que luchan por la visibilización, el empoderamiento, el reconocimiento y el respeto de los derechos humanos de las personas trans masculinas. Trans-Formación (Colectivo de hombres trans) forma parte de esta red.
Red Diversa / Red de la Diversidad Sexual de Centroamérica
Esta red, que llegó a aglutinar a más de 20 organizaciones de Guatemala, Honduras, El Salvador y Nicaragua, se formó como resultado del proyecto “CENTROAMERICA DIFERENTE” financiado por la Unión Europea y ejecutado en consorcio entre las ONGs Terra Nuova y Arcigay (italianas) y LAMBDA de Guatemala, CEPRESI de Nicaragua, Kukulcan de Honduras y Entre Amigos de El Salvador. El proyecto ejecutó casi un millón y medio de euros en dos años (2014-2016) y tuvo como objetivos mejorar el respeto de los derechos humanos de las personas LGBTI+ y ampliar la oferta de información, denuncia y defensoría dirigida a personas LGBTI+, ante la violencia y violación de derechos que sufren esta comunidad. El proyecto puso en marcha un Observatorio Regional de Derechos Humanos y un Diplomado sobre Derechos Humanos de la colectividad LGBTI+, y ejecutó diversas actividades formativas, de denuncia del bullying homofóbico e incidencia política. Actualmente la red carece de recursos por lo que se reúne de manera esporádica. La Asociación Kukulcan de Honduras ostenta su presidencia.
REDCA+ / Red Centroamericana de Personas con VIH
Es una estructura regional conformada por personas con VIH y respaldada por organizaciones de y para personas con VIH de Belice, Costa Rica, El Salvador, Guatemala, Honduras, Nicaragua y Panamá. Fue creada en 2001 para promover el acceso universal al tratamiento antirretroviral, la reducción del estigma y la discriminación a la población que vive con VIH. Es reconocida nacional, regional e internacionalmente como una estructura que promueve el bienestar y dignidad de las personas con VIH a través de procesos políticos, defensa pública y estrategias que contribuyen a la respuesta regional del VIH, tendientes a mejorar la calidad de vida de las personas con VIH en Centroamérica. En el año 2007, REDCA+ recibió el aval político de la Comisión de Ministros de Salud de Centroamérica (COMISCA) y del Consejo de Integración Social (CISCA). Desde octubre de 2008 a la fecha ha percibido una subvención del Fondo Mundial de lucha contra el Sida, la Tuberculosis y la Malaria. En 2012 se crea su Programa Regional para fortalecer las capacidades técnicas de las personas con VIH, subvencionado por el Fondo Mundial y ejecutado y administrado por la Secretaría de la Integración Social Centroamericana (SISCA).

### ONG
ODASA / ONG LGBTIQ+
Teniendo sus inicios en el 2010, inicio conformándose por un grupo de jóvenes de la comunidad LGBTI, asi como también por periodistas, estudiantes y líderes comunitarios, los cuales empezaron a reunirse para discutir sobre la necesidad de una organización de comunicación audiovisual para la comunidad LGBTI, para que la voz de los grupos de diversidad sexual sea escuchada en la sociedad guatemalteca, que permita expresa sus aspiraciones, demandas y propuestas, así como dar a conocer la constante violación de derechos humanos hacia la comunidad LGBTI. En el 2012, se constituye la Organización de Diversidad Sexual Amigos Siempre Amigos, más conocida como ODASA, una organización no gubernamental. Asumiendo la misión de realizar producciones de comunicación con estándares de calidad para el consumo social, comercial o institucional de la comunidad LGBTI y la población heterosexual. Dando seguimiento audiovisual a las acciones de ONG’s y OBC’s que trabajan en temas como Derechos Humanos de la población LGBTI, prevención de VIH, discriminación y estigma, promoción de talentos, documentales, entrevistas, entre otras. Actualmente, Odasa trabaja en el Proyecto Guate Diversa e Inclusiva, en el que contribuye haciendo producciones audiovisuales y acompañamientos de las actividades realizadas por las organizaciones aliadas.

## Cultura

### Cine
- José (2018): José es una producción estadounidense dirigida y coescrita por el director chino-americano Li Cheng, este largometraje se rodó completamente en Guatemala. La película se presentó en el Festival de Amnistía Internacional y en más de 70 de los más prestigiados festivales de cine. La cinta hizo historia como el primer film centroamericano en exhibirse en el Festival de Venecia, donde ganó el Premio Queer Lion, el primero de numerosos premios.[66] José, vive con su madre en la ciudad de Guatemala, donde sobreviven ella vendiendo sándwiches en las paradas de autobús y él trabajando en un restaurante local. En este pobre y peligroso país, dominado por las conservadoras religiones católica y evangélica cristiana, a José le resulta difícil vivir como un hombre abiertamente homosexual. Su madre nunca ha tenido marido, y siendo su hijo más joven y favorito, al borde de la virilidad a sus 19 años, ella está decidida a aferrarse a él. Reservado y privado, José pasa su tiempo libre conociendo hombres aleatoriamente en las aplicaciones de su teléfono y reuniéndose con ellos en clandestinas casas de sexo. Al conocer al atractivo y gentil Luis (Manolo Herrera), un migrante de la costa rural del Caribe, un inesperado romance florece con más emoción de lo que José haya jamás sentido. A la vez que él se deja llevar por su nueva pasión y su nuevo dolor, él será arrastrado hacia una profunda autorreflexión. ¿Su renuencia a dar un salto de fe lo llevará a la felicidad? El director Li Cheng y el productor George F. Roberson vivieron en Guatemala durante dos años para hacer la película con un elenco de actores no profesionales y un equipo de producción totalmente guatemalteco. Ellos hicieron investigaciones en 20 de las ciudades más grandes de Latinoamérica (en 12 países), y construyeron la historia de José basada en entrevistas con cientos de jóvenes sobre sus esperanzas y sueños.[67][68]
- Temblores (2019): ¿Qué podría ocurrir cuando el padre de una devota familia evangélica de clase media decide salir del armario? Situaciones como esta, en las que alguien se resiste a aceptar su verdadera identidad hasta que un buen día se libera, son bastante comunes. No obstante, en Guatemala, donde la religión y la política están estrechamente ligadas, los prejuicios contra las personas LGBTI+ son incluso mortales. Y a veces vienen de uno mismo, contra uno mismo. Este es el argumento de “Temblores”, el segundo largometraje del director Jayro Bustamante, cuya ópera prima, “Ixcanul”, fue la película guatemalteca más premiada de la historia del país. Bustamante plantea en esta cinta el gran tabú acerca de la homosexualidad que existe en el país centroamericano, y lo hace a través de Pablo, padre de familia, ultra religioso y homofóbico que se enamora de otro hombre y cuya familia vive en la creencia de poder “curarlo de su enfermedad”. Una idea que asaltó al director cuando conoció a “un Pablo" inmerso en esa no tan extraña dicotomía. Y siguió investigando hasta dar con un buen puñado de “Pablos” en la sociedad guatemalteca.[69] Uno de los trabajos más complicados de la filmación, admite Bustamante, fue la realización de las escenas de las terapias reparativas para homosexuales. Su reto principal fue hacer que estos momentos parecieran reales para un público que no las conociera. “Cuando me confronté a ese tipo de terapias y descubrí que eso existía, pensé que estaba viviendo 70 años atrás en el tiempo. La idea fue tratar de reconstruir un tratamiento que al público no le pareciera tan irreal, porque había cosas que vi en mi investigación que no parecían reales”, agrega el cineasta. Lo que más le sorprendió a Bustamante fue la concepción de “cuidado” y “amor” que manejan las familias que buscan estas terapias para sus seres queridos que, según el director, siguen una lógica de “te hago daño por tu bien o te hago sufrir por amor”. Dice que era importante dar una mirada a través del cine a los convencionalismos de la sociedad que habla mucho del amor, pero que realmente no lo entiende y que no tiene capacidad de análisis crítico personal.[70][71]

### Cortometrajes
- Sin ruta (2012): Sin ruta es el primer cortometraje de temática gay hecho en Guatemala, el cual nos habla sobre las vidas de dos hombres sin rumbo, que tratan de huir de su pasado. Por un lado, tenemos a Teo, un músico gay de Guatemala, que en su intento de llegar a Estados Unidos es acosado y golpeado por unos atracadores a causa de su orientación de sexual. Por otro lado, tenemos a Ray, un médico estadounidense que ha huido a Guatemala debido a que ha matado de forma accidental a uno de sus pacientes. El destino juntará a estos dos hombres en un hospital guatemalteco, en el que el médico Ray atenderá las heridas de Leo y juntos reflexionarán sobre el futuro que les espera y la necesidad de huir de un pasado doloroso. El film está dirigido y escrito por el cineasta guatemalteco Luis Fernando Midence, de la mano de GuatGuy Producciones. Midence es conocido por ser autor de otras historias de temática gay, tales como: One on One (2010) o Uncertain (2009). Los actores protagonistas son Oscar Clavería (el músico Teo) y Dereck Garner (el médico Ray), los cuales eran primerizos en el mundo del séptimo arte.[72]
- Primero-Verdadero-Último (2017): Primero-Verdadero-Último es un cortometraje guatemalteco sobre tres relaciones entre hombres que ocurren de manera simultánea en un país sin ningún tipo de derecho para las personas LGBTI+. "Primero" cuenta la historia de dos adolescentes que no encajan en su escuela y se topan casualmente en una fiesta de cumpleaños. "Verdadero" es una comedia de errores, cuando Alejandro decide asistir a la boda de su exnovio y descubre que su futuro esposo tiene un secreto. "Último" es la historia trágica de una relación de siete años en el clóset cuando los individuos no son honestos el uno con el otro y sus familias.[73]

### Festivales
- La otra banqueta (2011 - Actualidad): La otra banqueta es el nombre del festival de cine por la diversidad sexual que desde el año 2011 se realiza en Guatemala organizado por Dos Soles, una organización no gubernamental. La Otra Banqueta hace referencia no solo al espacio existente como frontera entre la calle y el hogar sino a la expresión con la cual el lenguaje coloquial en Guatemala se refiere a las personas de la diversidad sexual (lesbianas, gays, bisexuales, transgéneros, transexuales, intersexuales, entre otros). Cuando se dice que una persona es de la otra banqueta automáticamente se activa en el imaginario una secuencia de palabras, expresiones, imágenes casi todas peyorativas y que construyen una barrera y dos conceptos que parecieran irreconciliables: nosotros y los otros.[74] El festival es organizado por un pequeño grupo de personas que de forma voluntaria donan su tiempo, habilidades, conocimientos y creatividad. Desde sus inicios el festival ha contado con el apoyo del LesGaiCineMad (festival de cine gay de Madrid) quien junto a la Fundación Triángulo gestó la creación de la Red Iberoamericana de Cine LGBTI+ de la cual forma parte La Otra Banqueta.[74] La idea de organizar un festival de cine de diversidad sexual surge por la convicción de que el cine, como arte, tiene una importancia fundamental en la conformación de imaginarios sociales. En el cine hay un gusto estético, una propuesta de discurso visual y oral, técnico y tecnológico, que es importante y necesario en el cine. Sin embargo, los discursos de la producción cinematográfica comercial responden casi exclusivamente a los intereses del mercado que exalta visiones arquetípicas: princesas, zombis, guerreros, codependencia romántica. La diversidad sexual en el cine de Hollywood, que es al cual se tiene acceso más comúnmente, se presenta cargada de estereotipos: hombre gay con gusto por el arte, obsesionado con su cuerpo, con ingresos por encima del promedio, adicto al sexo y últimamente a la caza de un vientre de alquiler; o mujer lesbiana, ruda, bebedora, misándrica (que odia a los hombres) y que se dedica a actividades consideradas tradicionalmente como masculinas.[74] Uno de los objetivos del festival de cine La Otra Banqueta desde su primera edición ha sido presentar historias de vida a través de las cuales quienes las vean se sensibilicen sobre el hecho de que la orientación sexual es uno de los elementos que construyen la identidad de la persona, que no es un aprendizaje sino un elemento innato, distinto pero no raro ni sinónimo de trastorno sexual. De esa cuenta, se han obtenido los derechos de proyección, gracias a la colaboración del LesGaiCineMad, de Click for festivals, de Festhome, del Mix Brasil y de colaboraciones a título personal, de 190 filmes entre largometrajes, documentales y cortometrajes de España, Argentina, Brasil, México, Francia, Estados Unidos, Japón, China, Canadá, Cuba, Colombia, Uruguay, Reino Unido, Países Bajos, entre otros países.[74]

### Medios de comunicación
- Voz Diversa: Voz Diversa es una emisora de radio en línea guatemalteca, la cual esta dedicada a la comunidad LGBTIQ+, se dedican a emitir principalmente música así como notas y noticias relacionadas con la comunidad LGBTIQ+ en general.[75]

## Historia

### Época precolombina
Los Mayas

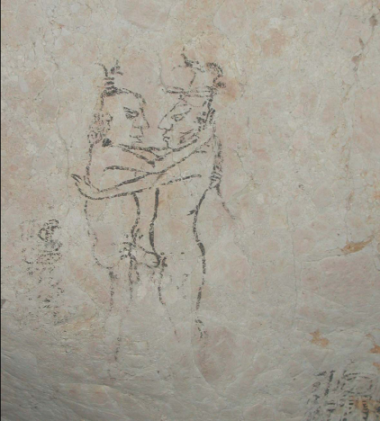
Pintura homoerótica maya encontrada en una de las paredes de la gruta de Naj Tunich, Guatemala.

Los cronistas recopilaron durante tres siglos seguidos (XV, XVI y XVIII), toda la diversidad de “condiciones sexuales” existentes en el suelo del nuevo mundo, en la zona de América Central, la homosexualidad era reverenciada por los mayas, y aquellos con esta tendencia eran tratados como seres mágicos, los mayas incluso creían que podían llegar a tener poderes, por lo que estar cerca de ellos era sinónimo de buena suerte. El cronista Gonzalo Fernández de Oviedo, relata que los habitantes de las aldeas mayas llevaban joyas y oro a personas de distinta orientación sexual, con la idea de que les otorgarían protección y suerte. Los mayas eran tolerantes con la homosexualidad, la consideraba preferible al sexo prematrimonial heterosexual, por lo que las elites conseguían esclavos sexuales para sus hijos. De entre todos los dioses los cuales eran venerados por los mayas, destaca uno al cual se le conoce como Chin, el cual representaba las relaciones homosexuales de los nobles de esta cultura. A él se encomendaban para unir y santificar las relaciones entre jóvenes de la clase baja de la nobleza, con los de la clase alta, sus uniones se equiparaban a los matrimonios legales según la Ley Maya.
Para estudiar las prácticas homosexuales en el mundo prehispánico maya se dispone básicamente de dos fuentes: la primera es a través de los relatos de los primeros cronistas que entraron en contacto con los habitantes de estos pueblos. Es difícil evaluar el grado de objetividad de estos relatos, ya que en algunos casos, ellos tendían a exagerar los hábitos sexuales de los nativos, siendo así narraciones muy subjetivas, todo esto ocurrió debido a la fuerte creencia en la religión. La segunda fuente son los registros prehispánicos, como lo son los manuscritos tradicionales hechos por las mismas personas del lugar, donde relatan los sucesos de su vida y su pueblo, sus costumbres y tradiciones, así como a través de su arte, elemento fundamental para dar a conocer su visión del mundo.